# Aarão Hallevi
 Aarão Hallevi  ou António Montesino como também era conhecido foi um célebre viajante português do século XVIII. Pretendia ter descoberto nas Índias Ocidentais um país onde viviam as Dez tribos de Israel, contando muitas particularidades acerca das mesmas. O rabino Manasés-Ben-Israel tomou isto para tema do seu livro: A esperança de Israel. Este livro foi refutado pelo rabino Simão Luzzato e outros escritores hebraicos.